# 哈里森·夏普
哈里森·夏普（英語：Harrison Sharp，2001年4月11日—），是一名蘇格蘭足球運動員，司職守門員，現時效力蘇格蘭足球冠軍聯賽球會邓迪。

## 球會生涯
夏普首場職業比賽是蘇格蘭挑戰盃對埃爾金城的比賽，當時他上場代替被紅牌離場的守門員卡勒姆·費列.。2020年10月，他被外借到愛丁堡城一整個賽季，但期間沒有上場紀錄。
2021年1月7日，他與球會續約兩年，使夏普留效至2023年。2021年12月作客阿伯丁比賽，他入選大軍名單但沒有上場。2022年3月5日作客對马瑟韦尔的比賽，他首次先發聯賽上場，結果為1-1平局。

## 國家隊生涯
夏普在2022年5月被選上蘇格蘭U21參加國際賽。